# Doodles Weaver
Doodles Weaver, nato Winstead Sheffield Glenndenning Dixon Weaver (Los Angeles, 11 maggio 1911 – Los Angeles, 17 gennaio 1983), è stato un attore statunitense.

## Biografia
Fratello minore del produttore esecutivo Sylvester Weaver e zio dell'attrice Sigourney Weaver, negli anni trenta e quaranta lavorò alla radio. 
Il suo debutto nel mondo della televisione avvenne nella serie antologica The Colgate Comedy Hour nel 1951. Al cinema recitò in numerosi film, spesso con ruoli minori e non accreditati, dal 1936 al 1981.
Si sposò quattro volte ed ebbe tre figli. Morì suicida nel 1983, all'età di 71 anni.

## Filmografia parziale

### Cinema
- La via dell'impossibile (Topper), regia di Norman Z. McLeod (1937)
- Il villaggio più pazzo del mondo (Li'l Abner), regia di Albert S. Rogell (1940)
- Il tunnel dell'amore (The Tunnel of Love), regia di Gene Kelly (1958)
- Lo sceriffo è solo (Frontier Gun), regia di Paul Landres (1958)
- Il grande impostore (The Great Impostor), regia di Robert Mulligan (1961)
- L'idolo delle donne (The Ladies Man), regia di Jerry Lewis (1961)
- Il mattatore di Hollywood (The Errand Boy), regia di Jerry Lewis (1961)
- Angeli con la pistola (Pocketful of Miracles), regia di Frank Capra (1961)
- Gli uccelli (The Birds), regia di Alfred Hitchcock (1963)
- Ad ovest del Montana (Mail Order Bride), regia di Burt Kennedy (1964)
- Gli indomabili dell'Arizona (The Rounders), regia di Burt Kennedy (1965)
- Il fantasma ci sta (The Spirit Is Willing), regia di William Castle (1967)
- Prenotazione annullata (Cancel My Reservation), regia di Paul Bogart (1972)
- Won Ton Ton, il cane che salvò Hollywood (Won Ton Ton, the Dog Who Saved Hollywood), regia di Michael Winner (1976)

### Televisione
- Maverick – serie TV, 2 episodi (1959-1962)
- Io e i miei tre figli (My Three Sons) – serie TV, episodi 2x06-7x20 (1961-1967)
- Have Gun - Will Travel – serie TV, episodio 6x09 (1962)
- The Wide Country – serie TV, episodio 1x21 (1963)
- The Travels of Jaimie McPheeters – serie TV, episodio 1x20 (1964)
- Il virginiano (The Virginian) – serie TV, episodio 2x25 (1964)
- Bonanza – serie TV, episodio 8x33 (1967)